# Trần Văn Khải
Trần Văn Khải (sinh ngày 15 tháng 9 năm 1975) là kiến trúc sư, doanh nhân, chính trị gia nước Cộng hòa xã hội chủ nghĩa Việt Nam. Ông hiện là Ủy viên Thường trực Ủy ban Khoa học, Công nghệ và Môi trường của Quốc hội. Ông từng là Ủy viên Đoàn Chủ tịch, Ủy viên Ban Chấp hành, Trưởng Ban Quản lý dự án thiết chế công đoàn Tổng Liên đoàn Lao động Việt Nam, và từng là Chủ tịch Hội đồng quản trị Tập đoàn VK.
Trần Văn Khải là đảng viên Đảng Cộng sản Việt Nam, học vị Kiến trúc sư, Thạc sĩ Quy hoạch, Tiến sĩ Quản lý đất đai, Cao cấp lý luận chính trị. Ông có sự nghiệp từng hoạt động ở nhiều nhiều lĩnh vực, từ giáo dục, kinh doanh, rồi công tác tổ chức chính trị – xã hội trước khi tham gia Quốc hội.

## Xuất thân và giáo dục
Trần Văn Khải sinh ngày 15 tháng 9 năm 1975 tại xã Phan Sào Nam, huyện Phù Cừ, tỉnh Hưng Yên. Ông lớn lên và tốt nghiệp phổ thông ở Phù Cừ, thi đại học và đỗ Trường Đại học Kiến trúc Hà Nội, theo học và tốt nghiệp Cử nhân Kiến trúc, học cao học và nhận bằng Thạc sĩ Quy hoạch vùng và đô thị, rồi là nghiên cứu sinh và trở thành Tiến sĩ Quản lý đất đai vào tháng 4 năm 2021. Ông được kết nạp Đảng Cộng sản Việt Nam vào ngày 6 tháng 4 năm 2004, trở thành đảng viên chính thức sau đó 1 năm, từng theo học các khóa chính trị ở Học viện Chính trị Quốc gia Hồ Chí Minh và tốt nghiệp Cao cấp lý luận chính trị. Hiện ông thường trú ở phường Liễu Giai, quận Ba Đình, thành phố Hà Nội.

## Sự nghiệp
Tháng 9 năm 1998, sau khi tốt nghiệp trường Kiến trúc Hà Nội, Trần Văn Khải được tuyển dụng vào trường, là Kiến trúc sư, chuyên viên tư vấn xây dựng, thiết kế công trình của Văn phòng tư vấn Xây dựng Trường Đại học Kiến trúc Hà Nội, Bộ Xây dựng. Ông công tác liên tục 5 năm cho đến tháng 4 năm 2003 thì được điều chuyển làm Xưởng trưởng Xưởng Thiết kế số 5, 195 Lê Duẩn – một đơn vị của Văn phòng. Ở đơn vị này 1 năm, vào tháng 4 năm 2004, Trần Văn Khải bắt đầu công tác ở Tổng công ty Than Việt Nam, nay là Tập đoàn Công nghiệp Than Khoáng sản Việt Nam (Vinacomin), ban đầu là Trưởng phòng Tư vấn Đầu tư – Xây dựng của Công ty Đầu tư, Thương mại và Dịch vụ, sang tháng 1 năm 2005, ông là Phó Giám đốc Ban Quản lý và phát triển các dự án của Công ty Đầu tư, Thương mại và Dịch vụ tại thành phố Nha Trang, sau đó 2 tháng thì trở lại và là Phó Giám đốc Ban Quản lý và phát triển các dự án Công ty cổ phần Đầu tư, Thương mại và Dịch vụ. Tháng 11 năm 2005, ông là Giám đốc chi nhánh Công ty cổ phần Đầu tư, Thương mại và Dịch vụ tại tỉnh Gia Lai, kiêm Trưởng ban Quản lý dự án chi nhánh Gia Lai của Vinacomin. Tháng 11 năm 2007, ông rời Vinacomin, tới Công ty cổ phần Phát triển Tập đoàn VK làm Chủ tịch Hội đồng quản trị, giữ cương vị này 8 năm.
Tháng 5 năm 2015, Trần Văn Khải trở lại Trường Đại học Kiến trúc Hà Nội, là Giảng viên hợp đồng tập sự Bộ môn quản lý đất đai và Nhà ở thuộc Khoa Quản lý đô thị, rồi Giảng viên về Thị trường bất động sản. Sang tháng 6 năm 2016, ông là Bí thư Chi bộ, Viện trưởng Viện Đào tạo và Ứng dụng khoa học công nghệ thuộc Trường Đại học Kiến trúc Hà Nội. Tháng 6 năm 2017, ông được điều chuyển làm Cán bộ Ban Tài chính, Tổng Liên đoàn Lao động Việt Nam, rồi Bí thư Chi bộ, Trưởng Ban Quản lý dự án thiết chế công đoàn từ tháng 8 cùng năm. Vào tháng 1 năm 2018, ông được bầu làm Ủy viên Ban Chấp hành Tổng Liên đoàn Lao động, Ủy viên Ban Chấp hành Đảng bộ Tổng Liên đoàn Lao động, tiếp tục là Trưởng Ban Quản lý dự án thiết chế công đoàn cho đến tháng 9 thì giữ thêm cương vị Ủy viên Đoàn Chủ tịch Tổng Liên đoàn. Năm 2021, Trần Văn Khải được Ủy ban Thường vụ Quốc hội giới thiệu tham gia ứng cử đại biểu Quốc hội từ Hà Nam, thuộc đơn vị bầu cử số 1 gồm thành phố Phủ Lý, huyện Thanh Liêm, Bình Lục, rồi trúng cử Đại biểu Quốc hội khóa XV với tỷ lệ 90,11%. Ngày 21 tháng 7 năm 2021, ông được phê chuẩn làm Ủy viên Thường trực Ủy ban Khoa học, Công nghệ và Môi trường của Quốc hội.